# Meurandeh Alue
Meurandeh Alue is een bestuurslaag in het regentschap Pidie Jaya van de provincie Atjeh, Indonesië. Meurandeh Alue telt 1263 inwoners (volkstelling 2010).